# Jacob Tomuri
Jacob Adam Tomuri (nacido en Wellington el 4 de diciembre de 1979) es un actor y especialista de cine neozelandés. 
Apodado como Jake o Jakey, en 2004, obtuvo el premio CLEO Celebrity Bachelor of the Year 2004. En 2012 Jacob recibió el premio del Sindicato de Actores al mejor reparto de dobles de la serie de televisión, Spartacus: Blood and Sand (2010).
Desde el año 2013 es el doble de acción del actor británico Tom Hardy.

## Biografía
Jacob Tomuri estudió drama en la escuela secundaria, aunque le encantaba y no podía pensar en hacer nada más que actuar. Después de completar su educación secundaria, Jacob comenzó a trabajar y aprender en el New Zealand College of Performing Arts en Porirua. Cuando se graduó, consiguió un trabajo en El señor de los anillos como especialista. Primero solo un contrato por 4 semanas, se convirtió en un contrato de año y medio. Jacob era el miembro más joven del equipo de especialistas de 20 personas. Aprendió mucho sobre acrobacias mientras trabajaba en la trilogía El señor de los anillos. Mientras trabajaba como especialista, también tuvo un papel como el teniente Luke en la tercera temporada de La Tribu y un pequeño papel en la película Snakeskin. 
Jacob está casado y es padre de dos niños, vive con su familia en Auckland y tiene cuatro hermanos y hermanas. Es un gran artista marcial, un interés que se ha visto reforzado por sus acrobacias. Jacob tiene cuarto nivel en Five Ancestors Shaolin Kung-Fu y también ha practicado karate, kick-boxing y capoeira y entrena a deportistas y a especialistas. Además de su inglés nativo, también habla japonés, español y maorí.

## Trayectoria profesional
En 2000-2001 apareció en más de 50 episodios dos veces por semana de la serie de ciencia ficción para adolescentes del Reino Unido / Nueva Zelanda La Tribu como el teniente Luke. 
En 2001 hizo un trabajo de acrobacias para las tres trilogías cinematográficas de El señor de los anillos .
Ha tenido papeles como invitado en la telenovela de TV New Zealand Shortland Street (2004-2005), Revelations - The Initial Journey (2003) y la serie distribuida por ABC Legend of the Seeker (2008) para la que también ha hecho trabajo de acrobacias regular. Ha tenido papeles menores como en la película Snakeskin (2001), el pirata Bill Jukes en Peter Pan (2003), la película de terror de Columbia Pictures 30 Days of Night, y un papel central en el cortometraje Ergotism. Tuvo un pequeño papel en el éxito de taquilla Avatar, para el que también hizo acrobacias.
En 2012 Jacob recibió el premio del Sindicato de Actores al mejor reparto de dobles de la serie de televisión, Spartacus: Blood and Sand (2010).
En 2013 comenzó a trabajar como doble de acción para su amigo el actor británico Tom Hardy, en las películas Mad Max: Fury Road, Legend, The Revenant, Venom, Venom: Let There Be Carnage y en Havoc. Durante la promoción mundial de Mad Max, Hardy lo trajo para ser entrevistado en diversas entrevistas de prensa.

## Filmografía

### Actor
- 2024 - Furiosa: de la saga Mad Max (como Max Rockatansky)
- 2018 - Superperdidos (TV Series) como Mumbles
- 2017 - Do No Harm (Cortometraje) como One
- 2014 - Sunday como Stephan
- 2014 - El hobbit: La batalla de los cinco ejércitos como Somber Villager (desacreditado)
- 2014 - Step Dave (TV Series)
- 2010 - Spartacus: Sangre y arena (TV Series) como Rebel
- 2009 - Avatar como Navegante del C-21 Dragón
- 2009 - La leyenda del buscador como Teniente Bram
- 2008 - Ergotism (Cortometraje)
- 2007 - 30 días de oscuridad como Seth
- 2003-2005 - Shortland Street (TV Series) como Norman Hanson
- 2003 - Peter Pan: La gran aventura como pirata Bill Jukes
- 2003 - Revelations (TV Series) como Jacob
- 2001 - Snakeskin como Robbie
- 2001 - La Tribu como Luke

### Especialista
- 2021 - Cowboy Bebop (TV Series)
- 2021 - Venom: Habrá matanza / doble de Tom Hardy
- 2021 - Triangle (TV Series)
- 2020 - Pasajero oculto
- 2020 - Fengshen Trilogy
- 2020 - Mulán
- 2020 - Fantasy Island
- 2018 - Mortal Engines
- 2018 - Custard's World
- 2018 - Venom / doble de Tom Hardy
- 2018 - Megalodón
- 2017 - Las crónicas de Shannara
- 2017 - 6 días
- 2017 - Ghost in the Shell: El alma de la máquina
- 2016 - Dioses de Egipto
- 2015 - El renacido / doble de Tom Hardy
- 2015 - Legend / doble de Tom Hardy
- 2015 - Mad Max: Furia en la carretera / doble de Tom Hardy
- 2015 - When We Go to War
- 2014 - El hobbit: la batalla de los Cinco Ejércitos / doble de Peter Hambleton
- 2014 - The Z-Nail Gang
- 2013 - El hobbit: la desolación de Smaug
- 2012 - Emperador
- 2012 - Spartacus: Dioses de la arena
- 2011 - Hielo
- 2010 - Spartacus: Sangre y arena
- 2009 - Avatar
- 2009 - The Lovely Bones
- 2009 - Pequeños invasores
- 2009 - La leyenda del buscador
- 2003 - El Señor de los Anillos: el retorno del Rey
- 2002 - El Señor de los Anillos: las dos torres
- 2001 - El Señor de los Anillos: la Comunidad del Anillo